# ロンリー・ジャーニー
「ロンリー・ジャーニー」は、1984年4月21日にリリースされた、山本達彦の13枚目のシングル。規格品番：WTP-17605。

## タイアップ
「ロンリー・ジャーニー」はダンロップタイヤ「ル・マンJ2」イメージソングに使用された。

## 収録曲
作詞：来生えつこ／作曲：山本達彦
1. ロンリー・ジャーニー
  - 編曲：椎名和夫
2. 夜へHURRY UP
  - 編曲：井上鑑